# João Gilberto cantando as musicas do filme Orfeu do carnaval
Albums de João Gilberto
Lobo bobo/Maria ninguém
(1959) A felicidade/O nosso amor
(1959)
Singles
1. A felicidade/O nosso amor (78T)
Sortie : 1959

João Gilberto cantando as musicas do filme Orfeu do carnaval est le premier 45 tours de João Gilberto, et la troisième collaboration avec Antônio Carlos Jobim, publié en 1959 au label discographique Odeon. Réalisé au Brésil en 1958 par le cinéaste français Marcel Camus, le film Orfeu Negro (Orfeu do carnaval, en portugais) obtient un immense succès commercial au Brésil. Aloysio de Oliveira invite alors João Gilberto à enregistrer un nouveau disque sous la forme d'un 45 tours de quatre titres, dont un qui restera instrumental. 
À la différence des trois 78 tours enregistrés pour Odeon, les trois pistes chantées que contient cet album ne seront jamais intégrées dans un 33 tours. Il faudra attendre les années 1980 pour que ces chansons soit rééditées, le plus souvent dans des compilations.

## Production
La genèse de cet album remonte à 1954 lorsque le poète carioca Vinícius de Moraes lance à Rio de Janeiro Orfeu da conceição, une pièce de théâtre musicale basée sur le drame mythologique d'Orphée et Eurydice se déroulant dans les favelas de Rio de Janeiro. Une trame sonore du spectacle est enregistrée dès 1956 par le label discographique Odeon. L'une des premières réunions entre Antônio Carlos Jobim et Vinícius de Moraes, cet album remporte un vif succès commercial au Brésil. L'idée du projet mêlant théâtre et musique intéresse alors le cinéaste français Marcel Camus qui en réalise une version cinématographique en 1958, laquelle gagnera la Palme d'or au Festival de Cannes l'année suivante. Le retentissement artistique du film remet au goût du jour les chansons inspirées du projet de Vinícius de Moraes cinq ans plus tôt.
Aloysio de Oliveira propose alors à João Gilberto d'enregistrer trois succès de cette pièce de théâtre musicale dans un album 45 tours. Ce dernier, qui enchaîne les enregistrements studio, accepte et l'album sort en juillet 1959. Le succès se confirme et un projet de 78 tours réunissant les deux sambas de l'album A felicidade et O nosso amor voit le jour quelques mois plus tard. L'enthousiasme du public pour la batida de João Gilberto ne se tarit pas et Aloysio de Oliveira invite le duo Jobim/Gilberto à travailler sur un second 33 tours : ce sera O amor, o sorriso e a flor.
En 1962, le succès ininterrompu des albums de João Gilberto décidera Ismaël Corrêa, nouveau directeur artistique pour le label Odeon, à rééditer l'album.

## Liste des pistes
| N° | Titre                | Auteurs                                  | Durée |
| -- | -------------------- | ---------------------------------------- | ----- |
| A1 | A felicidade         | Antônio Carlos Jobim, Vinícius de Moraes | 2:54  |
| A2 | Manhã de Carnaval    | Luiz Bonfá, Antônio Maria                | 2:36  |
| B1 | O nosso amor         | Antônio Carlos Jobim, Vinícius de Moraes | 2:23  |
| B2 | Frevo (instrumental) | Antônio Carlos Jobim                     | 1:58  |